# 雷明登783步槍
雷明登783（英語：Remington 783）是一款由美国槍械製造商雷明登武器公司（英語：Remington）為了預算市場而研製、生產，並且於2013年推出（數字編號783當中的“3”發源於此）及銷售的民用型栓動式狩獵步槍，該步槍亦被認為是雷明登788在精神上的後繼槍型（數字編號783當中的“78”發源於此）。可發射多種口徑的步枪子彈。
雷明登783的機械設計基於2007年雷明登收購的馬林X7步槍。並無任何部件可與更為高昂的雷明登700步槍共用。

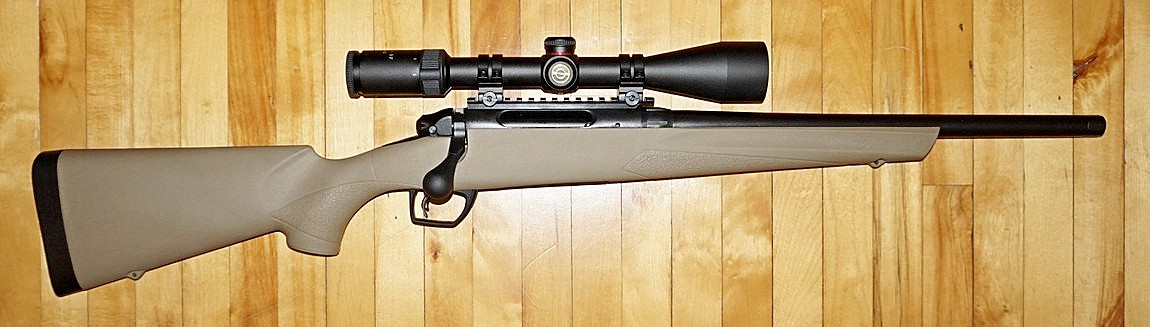
裝有16.5英吋槍管的雷明登783 HB。

## 設計
該步槍具有創新的設計特徵，例如浮動式槍栓頭和可調節式扳機，手指操作式保險亦設在片狀扳機當中。扳機扣力可以在2.5至5磅的範圍以內調節。黑色合成材料是由有著高度尼龙含量的塑料所製成，使得其比其他預算槍托更為堅硬。為了減少可感到的後座力，該槍採用了填充凝膠的緩衝墊。而為提高其準確性，還採用自由浮動式槍管，以及柱承座床式槍機。小型拋殼口亦使得機匣顯得非常堅固。
可拆卸的盒式彈匣是由金屬框架所製成，根據彈藥種類的不同而可容納3—5發。採用模頭擠壓法製成膛線的碳鋼製槍管，長度在20—24英寸（508毫米—609.6毫米）之間，具體取決於其口徑。根據其彈藥的種類，該槍有著長短機匣可供使用。
槍栓具有向前的雙對置式鎖耳，並且以一根設於機匣左側的槓桿釋放，槍栓還可在保險上鎖的情況以下從槍機移除。兩段式保險位於槍栓的右側，並且可以拇指操縱其保險桿。機匣頂部內建有四個用於架設瞄準鏡架導軌的安裝孔。
2017年，雷明登783採用新型的核桃槍托，附送3—9×40毫米可變倍瞄準鏡。該版本還裝有旋入式旋轉螺柱，可以將雙腳架安裝在槍托以上。

## 可發射子彈
雷明登783有以下口徑：
| 子彈                                | 口徑                  |
| ----------------------------------- | --------------------- |
| .270溫徹斯特彈                      | 7毫米（.277英寸）     |
| .22-250雷明登                       | 5.7毫米（.224英寸）   |
| .223雷明登彈／5.56×45毫米北約口徑   | 5.7毫米（.224英寸）   |
| .243溫徹斯特彈                      | 6.2毫米（.243英寸）   |
| 6.5毫米口徑克里德莫爾彈             | 6.72毫米（.2644英寸） |
| .308溫徹斯特彈／7.62×51毫米北約口徑 | 7.8毫米（.308英寸）   |
| .30-06春田步槍彈                    | 7.8毫米（.308英寸）   |
| 7毫米雷明登麥格農                   | 7.2毫米（.284英寸）   |
| .300溫徹斯特麥格農                  | 7.8毫米（.308英寸）   |

## 評價
雷明登783獲得眾多正面評價，並且被認為是一款良好的初學者的步槍。它的準確性和價格受到好評，但亦因其塑造感而受到批評。

## 資料來源
1. ↑  "Promotional video （页面存档备份，存于）" by Remington
2. ↑  "Remington Model 783 manual （页面存档备份，存于）" by Remington
3. ↑  "The Remington Model 783 Rifle （页面存档备份，存于）" by Remington
4. ↑  "Real guns review （页面存档备份，存于）" by Realguns
5. ↑  "Hunters review （页面存档备份，存于）" by Goodgame hunting

## 外部連結
- （英文）—The Truth About Guns.com—Gun Review: Remington 783 Rifle in .308 （页面存档备份，存于）